# Desmodium tanganyikense
Desmodium tanganyikense är en ärtväxtart som beskrevs av John Gilbert Baker. Desmodium tanganyikense ingår i släktet Desmodium och familjen ärtväxter. Inga underarter finns listade i Catalogue of Life.